# جو لين ترافيس
جو لين ترافيس هو سياسي أمريكي، ولد في 6 يوليو 1931 في Temple Hill, Kentucky ‏ في الولايات المتحدة. نشط حزبياً في الحزب الجمهوري. وقد انتخب عضو مجلس ولاية كنتاكي ‏.